# Pukliaki
Pukliaki, Puklaki, hist. Poklęki (ukr. Пукляки) –  wieś na Ukrainie w rejonie kamienieckim obwodu chmielnickiego, w hromadzie Hukiw.
Leży nad Zbruczem. Na przeciwnym brzegu znajdowała się dawniej wieś Puklaki w rejonie czortkowskim obwodu tarnopolskiego, historycznie powiązana z Austro-Węgrami i II Rzecząpospolitą. Obecnie nie istnieje, a obszar wchodzi w skład wsi Turylcze.

## Historia
Pierwsza pisemna wzmianka o wsi pochodzi z 14 lutego 1431 roku, kiedy to król Polski Jagiełło zapisał 30 grzywien jakiemuś Stanisławowi, słudze Janusza Kirdyewicza, starosty Skały, na wieś Puklaki. W 1530 roku była to niewielka wieś posiadająca tylko jeden pług. W 1542 roku została ponownie zasiedlona, prawdopodobnie po najazdach tatarskich. W 1565 roku Pukliaki znajdowały się w "Dóbrze" i były dzierżawione przez Klemensa Kostrzyńskiego. W 1615 roku dzierżawcą był Piotr Wróblewski i jego żona Marusza.